# Doștat
Doștat (deutsch Thorstadt, ungarisch Hosszútelke) ist eine rumänische Gemeinde im Kreis Alba in der Region Siebenbürgen.
Der Ort ist bekannt auch unter den deutschen Bezeichnungen Langenthal oder Langendorf und den rumänischen Telecu oder Telcu.

## Lage

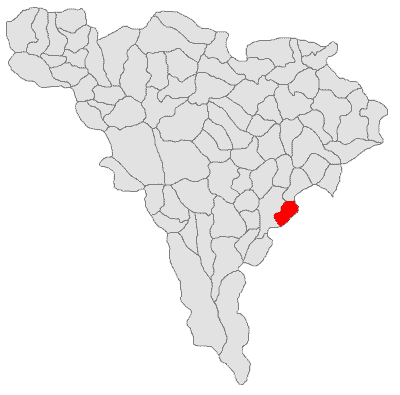
Lage der Gemeinde Doștat im Kreis Alba

Die Gemeinde Doștat liegt im Zekesch-Hochland (Podișul Secașelor) im Südwesten Siebenbürgens. In einer hügligen Landschaft an der Kreisstraße (Drum județean) DJ 141D, liegt die Gemeinde 21 Kilometer östlich von Sebeș und 23 Kilometer (Luftlinie) südöstlich von der Kreishauptstadt Alba Iulia entfernt.

## Geschichte
Auf dem Territorium der Gemeinde, zwischen Doștat und Șpring – von den Einheimischen La zidu genannt – auf einer Fläche von 300 × 300 Metern, wurde bei archäologischen Ausgrabungen eine römische Siedlung von ziviler oder militärischer Bedeutung gefunden. Andere Funde werden ebenfalls mit der Römischen Kultur in Verbindung gebracht.
Der Ort wurde erstmals 1320 unter der Bezeichnung Huzyuteluk und 1850 unter Dostatt erwähnt.
Die Bewohner leben heute vorwiegend von der Landwirtschaft, der Vieh- und der Fischzucht.

## Bevölkerung
Die Bevölkerung der Gemeinde entwickelte sich wie folgt:
| 1850 | 1.642 | 1.246 | 29 | 223 | 144         |
| 1900 | 2.160 | 1.791 | 25 | 344 | -           |
| 1930 | 2.748 | 2.149 | 5  | 545 | 47          |
| 1966 | 2.193 | 1.877 | -  | 279 | 37          |
| 2002 | 1.072 | 1.066 | 1  | 6   | 5           |
| 2021 | 980   | 902   | 2  | 2   | 74 (7 Roma) |

Während im Ort selbst und im eingemeindeten Dorf Dealu Doștatului seit den Volkszählungen 1850 nahezu ausschließlich Rumänen wohnen, waren im Dorf Boz (Bußd) bis 1966 etwa ein Drittel bis eine Hälfte der Einwohner Siebenbürger Sachsen. Nach 1989 – seit der Massenauswanderung der Siebenbürger Sachsen – leben auch in Boz fast durchweg Rumänen und Roma (ca. 0,8 %).

## Sehenswürdigkeiten
- Die Rumänisch-Orthodoxe Kirche, Sf. Nicolae, erbaut 1866[5]
- In dem eingemeindeten Ort Boz die evangelische Kirchenburg mit der Saalkirche (Wehrkirche) und dem dazugehörigen Glockenturm, der irgendwann auch eine Schule beherbergte, erbaut 1523, steht unter Denkmalschutz.[7]